# Aquele-Guzai
Aquele-Guzai o Akkele Guzay era una província a Eritrea fins a l'any 1996, quan el nou govern independent d'Eritrea va reorganitzar totes les províncies en sis regions. La població d'Aquele-Guzai consisteix principalment pels seguidors de l'Església ortodoxa eritrea. Tradicionalment, la part de Cabessà (de vegades també es coneix com a Cobessà, Quebessà), és l'àrea de la ciutat de Dekemhare. La província és ara per a la majoria de les regions, incloent Mar Roig i Debub (o Sud).

## Història
Aquele-Guzai és una de les regions més antigues d'Eritrea. Té un rècord d'inscripcions que es remunta a almenys el segle ix aC, l'exemple més primerenc de l'alfabet amhàric. La província va formar part del Regne de D'mt que es va convertir en el Regne d'Axum.